# اولریش شرک
اولریش شرک (آلمانی: Ulrich Schreck؛ زادهٔ ۱۱ مارس ۱۹۶۲) شمشیرباز اهل آلمان بود.
وی در مسابقات کشوری و بین‌المللی در مجموع برندهٔ ۱ مدال طلا، ۱ مدال نقره شده‌است. 